# شیستئورن
شیستئورن (به لاتین: Chistehorn) یک کوه در سوئیس است که در کانتون وله واقع شده‌است. شیستئورن ۲٬۷۸۵ متر بالاتر از سطح دریا واقع شده‌است.